# فاسيل بارانوف
فاسيل بارانوف (بالأوكرانية: Баранов Василь Анатолійович)‏ هو لاعب كرة قدم أوكراني في مركز الوسط، ولد في 20 أكتوبر 1979 في لوهانسك في جمهورية لوغانسك الشعبية. لعب مع زوريا لوهانسك.

## وصلات خارجية
- فاسيل بارانوف على موقع اتحاد أوكرانيا (الإنجليزية)
- فاسيل بارانوف على موقع قاعدة بيانات كرة القدم.إي يو (الإنجليزية)